# Ex for a Reason
Ex for a Reason è un singolo della cantante statunitense Summer Walker e della rapper statunitense JT delle City Girls, pubblicato il 15 ottobre 2021 come primo estratto dal secondo album in studio di Walker Still Over It.

## Tracce
Testi e musiche di Summer Walker, Jatavia Johnson, Nija Charles, London Holmes, Tyron Douglas, Garrett Hamler e Aubrey Robinson.
1. Ex for a Reason – 3:46

## Classifiche
| Classifica (2021) | Posizione massima |
| ----------------- | ----------------- |
| Regno Unito       | 75                |
| Stati Uniti       | 33                |